# Selección de fútbol sub-20 de Argentina
La selección de fútbol sub-20 de Argentina es el equipo formado por jugadores de nacionalidad argentina menores de 20 años de edad, que representa a la Asociación del Fútbol Argentino en la Copa Mundial de Fútbol Sub-20 y en el Campeonato Sudamericano de Fútbol Sub-20.
Argentina es el país más exitoso de la Copa Mundial de Fútbol Sub-20, ganando la competición en seis oportunidades en los años 1979, 1995, 1997, 2001, 2005 y 2007. El equipo ha participado en 17 ediciones de la Copa Mundial de Fútbol Sub-20, iniciando en la edición 1979, la cual la ganó. También ha conseguido cinco Campeonatos Sudamericanos Sub-20, en los años 1967, 1997, 1999,  2003 y 2015, asimismo también posee dos títulos en los Juegos Suramericanos, en los años 1982 y 1986, junto a consagraciones en torneos menores como el Torneo Internacional de Fútbol Sub-20 de la Alcudia, en 2012, 2018 y 2022.  
Sus máximos goleadores son Diego Maradona y Lionel Messi, con 14 tantos, mientras que el jugador con más partidos es Pablo Aimar, con 21. El director técnico más ganador de la historia de la selección es José Néstor Pékerman con tres copas mundiales y dos campeonatos sudamericanos.

## Historia

### Copa Mundial de 1979

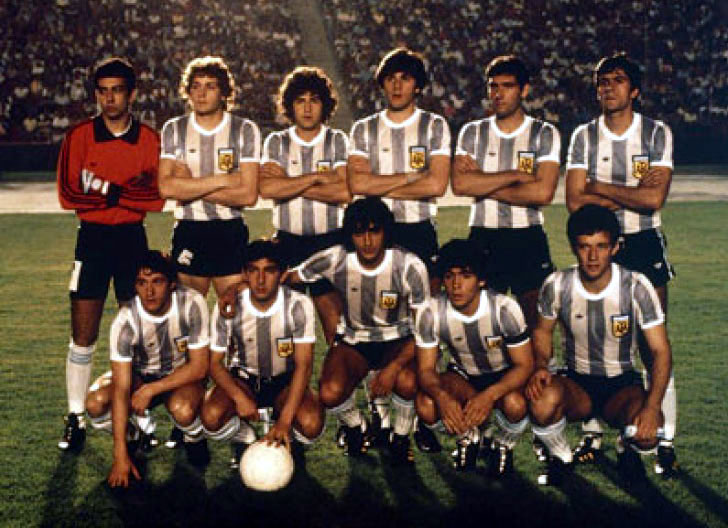
El equipo se coronó campeón en el Mundial 1979.

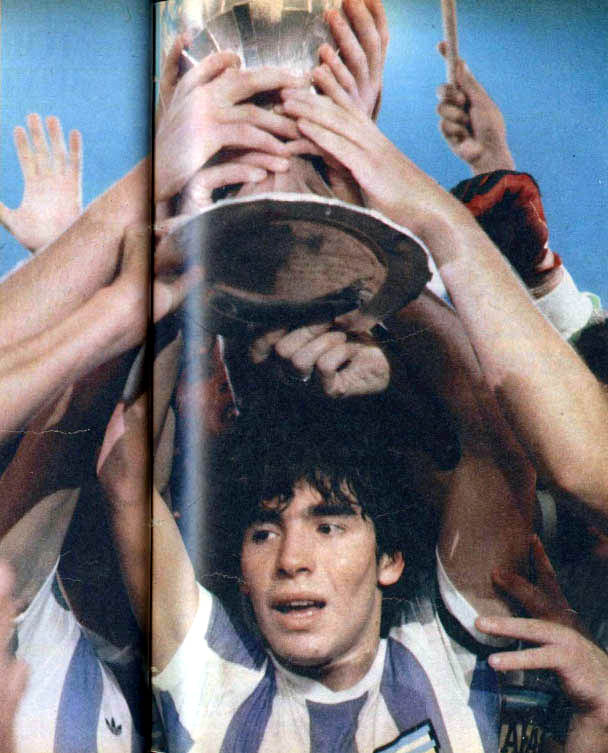
Diego Maradona con el trofeo de la Copa Mundial de Fútbol Juvenil de 1979.

Argentina no clasificó al primer Mundial celebrado en Túnez. La primera aparición de una selección nacional en una competición sub-20 fue dos años después en la Copa Mundial de Fútbol Juvenil de 1979 en Tokio. El equipo, entrenado por César Luis Menotti con la ayuda de Ernesto Duchini (quien previamente había elegido a los jugadores y trabajando con ellos), ganó el torneo mostrando un fino estilo de juego consistente en alta posesión del balón. Una defensa sólida y una potente ofensiva que marcó un total de 20 goles a lo largo del torneo. Diego Maradona y Ramón Díaz eran los líderes y los jugadores más destacados del equipo. Dicho torneo también fue el primer campeonato oficial disputado por Maradona en la selección nacional. Tras la frustración de 1978, Maradona aprovechó al máximo sus actuaciones durante el torneo, siendo el creador de juego del equipo por sus pases, regates, su precisión en los tiros libres y los seis goles que marcó.
Argentina debutó en el Grupo B derrotando a Indonesia 5-0 en el primer partido, derrotando a Yugoslavia 1-0 en el segundo y derrotando a Polonia en el tercero, 4-1. Terminó primero en el grupo con diez goles marcados y solo uno concedido. De camino a la final, Argentina venció a Argelia 5-0 y luego derrotó a Uruguay 2-0. En la final contra la Unión Soviética el 7 de septiembre, el equipo ganó 3-1, convirtiéndose en Campeón Mundial de la categoría por primera vez. Ramón Díaz ganó la Bota de Oro como máximo goleador, con ocho goles, mientras que Maradona se llevó el Balón de Oro como mejor jugador del torneo.
Además de Maradona y Díaz, otros jugadores destacados del equipo fueron Juan Simón, Hugo Alves, Gabriel Calderón, Juan Barbas y Osvaldo Escudero. Ese equipo todavía es considerado como uno de los mejores equipos nacionales argentinos de la historia.

### 1981-1991: Década de malos resultados
Argentina asistió al próximo torneo, organizado por Australia en 1981. El equipo fue derrotado por el anfitrión (2-1), luego logró un empate con Inglaterra (1-1) y venció a Camerún 1-0. Argentina no se clasificó para la segunda fase, luego de conseguir solo tres puntos en tres partidos jugados.
La selección nacional hizo una actuación mucho mejor en el campeonato de 1983 organizado por México, llegando a la final con Brasil. En la primera ronda, Argentina goleó a China 5-0, luego derrotó ampliamente a Austria (3-0) y venció a Checoslovaquia en el último partido de la fase de grupos, 2-0. El equipo clasificó primero con cero goles recibidos. En los cuartos de final, Argentina derrotó a Holanda 2-1 (después de que un tal Marco van Basten abriera el marcador) y Polonia 1-0 en las semifinales. El 19 de junio de 1983, Argentina jugó la final contra Brasil, cayendo 1-0 en el Estadio Azteca.
Algunos de los jugadores de ese equipo fueron el arquero Luis Islas, los defensores Fabián Basualdo, Jorge Theiler, Carlos Enrique; los mediocampistas Mario Vanemerak, Oscar Román Acosta y Roberto Zárate; y los delanteros Claudio García, Jorge Luis Gabrich y Oscar Dertycia.
Argentina no clasificó para disputar los campeonatos de 1985 y 1987 (disputados en la Unión Soviética y Chile respectivamente), pero el equipo participó en el torneo celebrado en Arabia Saudita como uno de los tres clasificados en el campeonato sudamericano. Argentina fue derrotada por España en el primer partido. El equipo se recuperó ganando el segundo juego ante Noruega 2-0, pero aunque perdió, sorprendentemente, el último partido ante Irak, Argentina se clasificó para la segunda ronda aunque en la fase eliminatoria, la selección fue derrotado 1-0 por Brasil.
Para el campeonato de 1991 celebrado en Portugal, Argentina fue dirigida por Reinaldo Merlo, quien fue designado por el entonces técnico de la selección mayor Alfio Basile.
Argentina hizo su peor campaña en torneos juveniles, terminando último en su grupo con solo un punto ganado en tres partidos. El equipo perdió ante Corea del Sur 1-0 en el primer partido, luego fue derrotado por los anfitriones Portugal 3-0 en un partido en el que tres jugadores argentinos (Claudio Paris, Mauricio Pellegrino y Juan Esnáider) fueron expulsados por su juego brusco que culminó en una pelea en el campo entre ambos equipos. Como resultado, la FIFA sancionó a la Asociación del Fútbol Argentino (AFA) con una suspensión de dos años, así como una suspensión de un año para Esnáider y una suspensión de dos años para Norberto Recassens (uno de los representantes de la AFA, el cual insultó a los árbitros en su vestuario al final del partido.
Algunos de los jugadores que formaron parte de ese equipo fueron el portero Leonardo Díaz, los defensores Diego Cocca, Mauricio Pochettino y Pellegrino; los centrocampistas Paris, Walter Paz, Hugo Morales y Christian Bassedas; y los delanteros Marcelo Delgado y Esnáider.

### 1992-2001: Era Pékerman: formación y títulos
Luego de la suspensión tras los incidentes en el partido frente a Portugal, la selección se vio imposibilitada para competir en el Sudamericano 1992 y posteriormente en la Copa del Mundo 1993 en Australia. La AFA había optado por nombrar a un nuevo técnico totalmente independiente del técnico de la selección absoluta como había sido hasta entonces. El elegido fue el entrenador Argentino José Pékerman, quien, a pesar de no tener mucha experiencia previa, su proyecto convenció a la AFA para que lo contratara.
Los buenos resultados fueron inmediatos: Argentina ganó el primer Mundial disputado con Pékerman como técnico, celebrado en 1995 en Catar. En la fase de grupos, Argentina derrotó a Holanda 1-0, luego perdió ante Portugal 1-0 seguido de una victoria por 4-2 sobre Honduras, asegurando un segundo lugar y la clasificación a los cuartos de final, donde le ganó a Camerún por 2–0. En semifinales, Argentina venció a España 3-0 y luego derrotó a Brasil 2-0 en la final, dándose revancha del torneo de 1983 en el que ganaron los brasileños.
Algunos de sus jugadores más destacados fueron Juan Pablo Sorín, Joaquín Irigoytía, Federico Domínguez, Mariano Juan, Ariel Ibagaza, Leonardo Biagini y Walter Coyette.
Argentina ganó su tercer título en el campeonato de 1997, organizado por Malasia. El equipo derrotó a Hungría 3-0 y Canadá 2-1, pero perdió ante Australia 4-3. Argentina pasó a los octavos de final, donde derrotó a Inglaterra por 2-1. En cuartos de final, eliminó a Brasil después de ganar 2-0 y luego venció a la República de Irlanda 1-0 en las semifinales. En el partido final, jugado el 5 de julio de 1997, el equipo derrotó a Uruguay 2-1 para ganar su tercer campeonato. La selección también recibió el premio FIFA Fair Play en reconocimiento al buen comportamiento mostrado en el campo.
Argentina mostró el talento de destacados jugadores como Leonardo Franco, Fabián Cubero, Leandro Cufré, Walter Samuel, Diego Placente, Esteban Cambiasso, Pablo Aimar, Juan Román Riquelme y Bernardo Romeo, muchos de ellos con bastantes partidos disputados en Primera División cuando comenzó el torneo.
El desempeño durante el Campeonato del Mundo de 1999 en Nigeria no fue tan bueno. Argentina terminó tercero en el grupo, venciendo a Kazajistán 1-0 en el debut, pero con un partido perdido ante Ghana (1-0) y un empate 0-0 con Croacia. En los octavos de final, Argentina fue derrotada a manos de México por 4-1 y eliminada del torneo.
En 2001 Argentina fue sede de su primer mundial sub-20. El equipo ganó su cuarto título, el tercer campeonato en siete años, ganando todos sus encuentros. Argentina debutó en el Estadio José Amalfitani (donde el equipo jugó todos sus partidos en Buenos Aires) donde derrotó a Finlandia 1-0, para luego vapulear a Egipto por 7-1 (con tres goles de Javier Saviola) y golear a Jamaica por 5-1. En octavos de final, Argentina eliminó a China después de ganar 2-1, y luego a Francia por 3-1 en los cuartos de final, entrando a la final tras golear a Paraguay por 5-0, en el que terminaría coronándose campeón del torneo con un convincente 3-0 contra Ghana.
Argentina ganó su cuarto título juvenil invicto, anotando 27 goles en 7 partidos, encajando 4. El delantero de River Plate, Javier Saviola, fue premiado con la Bota de Oro (como máximo goleador con 11) y el Balón de Oro como mejor jugador del torneo. Asimismo, Argentina recibió el premio FIFA Fair Play por segunda vez consecutiva. Además del multipremiado Saviola, la selección nacional tenía un equipo poderoso con la mayoría de sus jugadores experimentados jugando en la primera división nacional, en particular Nicolás Burdisso, Leonardo Ponzio, Julio Arca, Leandro Romagnoli, Mauro Rosales, Andrés D'Alessandro y Maxi Rodríguez.
El campeonato de 2001 fue el último título ganado con Pékerman como técnico, cerrando una época brillante, donde abrió paso a una época dorada para Argentina.

### 2002-2011: Época exitosa y bicampeonato de Copa del Mundo
Tras la Copa Mundial del 2001, la selección disputó el Campeonato Sudamericano Sub-20 de 2003 con Francisco Ferraro como director técnico. Formaron parte del Grupo B y terminaron primeros con 9 puntos junto a Colombia, en la ronda final finalizaron primeros coronándose campeones con 11 puntos. 
En ese mismo año el seleccionado clasificó automáticamente a la Copa Mundial de Fútbol Sub-20 de 2003, esta se desempeñó en Emiratos Árabes Unidos. El seleccionado Argentino integró el grupo B junto a España, Malí y Uzbekistán, logrando 9 puntos (3 victorias), en los octavos de final venció a Egipto, en los cuartos a Estados Unidos y en las semifinales cayó ante Brasil, quien se coronaría campeón de la edición. Fernando Cavenaghi terminó como goleador del torneo con 4 tantos.
En 2005, disputaron la Copa Mundial de Fútbol Sub-20 de Países Bajos, equipo tallado de jóvenes promesas y lo que es denominada como la mejor camada del sub-20, con jugadores como Lionel Messi, Kun Agüero, Fernando Gago, Pablo Zabaleta, Ezequiel Garay, entre otros. Clasificaron a las instancias finales como segundos del Grupo D, tras Estados Unidos y por delante de Alemania y Egipto. En octavos de final derrotaron a Colombia, a España en cuartos, en semifinales vencieron a Brasil y en la final le ganaron a Nigeria por 2:1, con goles de Messi. El director técnico de esa copa fue Francisco Ferraro.
En el año 2007, en Canadá, el plantel argentino disputó nuevamente la Copa Mundial de Fútbol Sub-20, formaron parte del grupo E junto a República Checa, Panamá y Corea del Norte, el seleccionado finalizó en primer lugar con 7 puntos. En octavos de final derrotaron a Polonia, en cuartos a México, en semifinales a Chile y en la final de la edición vencieron por 2:1 a República Checa, con goles de Kun Agüero y Mauro Zárate. En ese plantel también estuvieron históricos como Pablo Piatti, Sergio Germán Romero, Éver Banega, Gabriel Mercado, entre otros. El director técnico fue nuevamente Hugo Tocalli. En ese mismo año también fueron subcampeones del sudamericano 2007 siendo superados por Brasil que finalizó el torneo con 21 puntos mientras que los Argentinos con 14.
En el año 2011, ocuparon el tercer lugar del Campeonato Sudamericano de Fútbol Sub-20 de 2011 celebrado en Perú. Clasificaron a la fase final pero terminaron con 9 puntos, por debajo de Uruguay (10) y Brasil (12). En ese año también jugaron la Copa Mundial de Fútbol Sub-20 de 2011 en Colombia, donde clasificaron a instancias finales superando a México, Corea del Norte y empatando con Inglaterra. En octavos de final vencieron a Egipto, y en cuartos de final, cayeron por penales ante Portugal.

### 2012-2020: Derrotas en Copa del Mundo y Sudamericano 2015
El plantel inauguró el 2013, disputando el Campeonato Sudamericano de Fútbol Sub-20 de 2013 en territorio nacional, sin embargo, el desempeño del seleccionado fue pobre, cayendo en el Grupo A frente a Chile, Paraguay, empatando con Bolivia y superando a Colombia. El equipo no llegó a clasificar a instancias finales, el ganador de la edición fue Colombia, el único equipo al que Argentina le ganó en ese sudamericano.

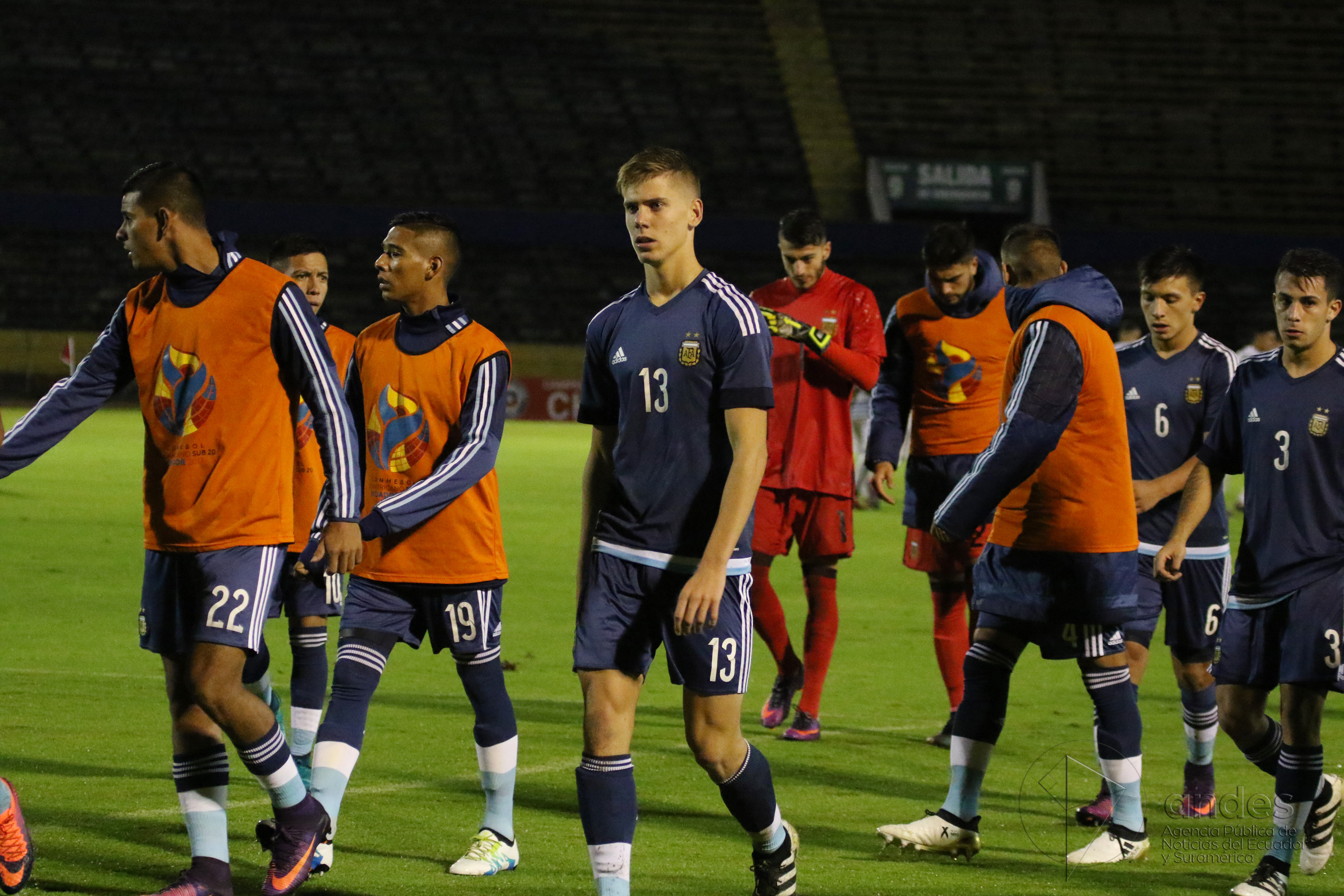
Parte del plantel que disputó el Sudamericano 2017, con caras visibles de Juan Foyth o Lisandro Martínez

En el año 2015, el plantel disputó el Campeonato Sudamericano de Fútbol Sub-20 de 2015, celebrado en Uruguay, donde formó parte del Grupo A y se posicionó en primer lugar, goleando por 5:2 a Ecuador, por 6:2 a Perú, 3:0 a Bolivia y cayendo por 0:1 con Paraguay. En las instancias finales superó a Perú por 1:0, empató frente a Colombia por 1:1, superó por 2:0 a Brasil, también por 3:0 a Paraguay y finalmente le ganó 2:1 a Uruguay, finalizando con 13 puntos en 5 partidos y coronándose campeón de la edición. Más tarde disputó la Copa Mundial de Fútbol Sub-20 de 2015, donde formó parte del Grupo B junto a Ghana, Austria y Panamá. El seleccionado se marchó en fases de grupos de la competición cayendo con el seleccionado Africano y empatando con los dos restantes.
En el Campeonato Sudamericano de Fútbol Sub-20 de 2017, quedó en el segundo lugar del Grupo B juntando 6 puntos en 4 partidos, mientras que, en la fase final, logró clasificar a la Copa Mundial de Fútbol Sub-20 de 2017, quedando en cuarto lugar con 7 puntos en 5 partidos. El campeón de esa edición fue Uruguay. En la Copa Mundial de Fútbol Sub-20 de 2017, terminaría marchándose rápidamente de nuevo, tras formar el Grupo A donde le ganaría a Guinea por 5:0 pero caería con Corea del Sur por 1:2 e Inglaterra por 0:3.
El seleccionado llegó al 2019 con promesas en el plantel como Julián Álvarez y Thiago Almada, estos disputaron el Campeonato Sudamericano de Fútbol Sub-20 de 2019 donde lograron 7 puntos en 4 encuentros disputados. En la fase final terminaron en segundo lugar con 9 puntos en 5 partidos jugados por detrás de Ecuador, quien se coronó campeón con 10 puntos. En la Copa Mundial de Fútbol Sub-20 de 2019 celebrada en Polonia, el equipo Argentino formó parte del último grupo, el Grupo F. En este venció a Sudáfrica, Portugal y cayó con Corea del Sur, de todas formas, terminó primero. En los octavos de final cayó por penales frente a Malí (p.).

### 2021-presente: Sede de la Copa Mundial de 2023
El 30 de marzo de 2023, luego que la FIFA le quitara la sede a Indonesia, esta misma designó a Argentina como sede de la Copa Mundial de Fútbol Sub-20 de 2023, por lo que la selección se clasificó automáticamente. Argentina, máximo campeón mundial de la categoría, había tenido una fallida clasificatoria en el Campeonato Sudamericano de Fútbol Sub-20 de 2023.

## Encuentros recientes y próximos partidos
| Fecha      | Lugar                   | Competencia                    | Local     | Resultado | Visitante  |
| ---------- | ----------------------- | ------------------------------ | --------- | --------- | ---------- |
| 04/09/2024 | Ypané                   | Amistoso internacional         | Paraguay  | 0 - 1     | Argentina  |
| 06/09/2024 | Ypané                   | Amistoso internacional         | Paraguay  | 0 - 3     | Argentina  |
| 11/10/2024 | Ezeiza                  | Amistoso internacional         | Argentina | 2 - 0     | Uzbekistán |
| 14/11/2024 | Santa Cruz de la Sierra | Amistoso internacional         | Bolivia   | 1 - 4     | Argentina  |
| 16/11/2024 | Santa Cruz de la Sierra | Amistoso internacional         | Bolivia   | 0 - 4     | Argentina  |
| 15/01/2025 | La Calera               | Amistoso internacional         | Chile     | 2 - 3     | Argentina  |
| 17/01/2025 | La Calera               | Amistoso internacional         | Chile     | 1 - 3     | Argentina  |
| 24/01/2025 | Valencia                | Campeonato Sudamericano Sub-20 | Brasil    | 0 - 6     | Argentina  |
| 26/01/2025 | Valencia                | Campeonato Sudamericano Sub-20 | Argentina | 1 - 1     | Colombia   |
| 28/01/2025 | Valencia                | Campeonato Sudamericano Sub-20 | Argentina | 1 - 0     | Bolivia    |
| 01/02/2025 | Valencia                | Campeonato Sudamericano Sub-20 | Ecuador   | 0 - 0     | Argentina  |
| 04/02/2025 | Caracas                 | Campeonato Sudamericano Sub-20 | Chile     | 1 - 2     | Argentina  |
| 07/02/2025 | Caracas                 | Campeonato Sudamericano Sub-20 | Uruguay   | 3 - 4     | Argentina  |
| 10/02/2025 | Caracas                 | Campeonato Sudamericano Sub-20 | Argentina | 1 - 0     | Colombia   |
| 13/02/2025 | Caracas                 | Campeonato Sudamericano Sub-20 | Brasil    | 1 - 1     | Argentina  |
| 16/02/2025 | Puerto La Cruz          | Campeonato Sudamericano Sub-20 | Argentina | 2 - 3     | Paraguay   |

## Indumentaria

### Uniforme
El uniforme de la selección argentina se compone de una camiseta blanca con dos franjas celestes (que sobresalen tanto adelante como atrás), un pantalón negro azabache con rectas celestes y blancas en vertical, y medias blancas con detalles celestes; además, un sello inspirado en el Escudo de la República se posa sobre una de sus mangas. El uniforme alternativo se compone de un conjunto completamente violeta, con detalles grises y tonos de lila, formando dibujos de llamaradas desde la base de la remera hasta la mitad del torso y el escudo de la selección en un gris plateado y brilloso.

### Uniforme titular
| Primer Uniforme | (Ver evolución) | Uniforme actual |

### Uniforme alternativo
| Primer Uniforme | (Ver evolución) | Uniforme actual |

### Proveedores
| Periodo   | Proveedor       |
| --------- | --------------- |
| 1951-1958 | Gath & Chaves   |
| 1958-1963 | Industria Lanús |
| 1964-1965 | Noceto Sports   |
| 1966      | Sportlandia     |
| 1967-1974 | Industria Lanús |
| 1974-1979 | Adidas          |
| 1980-1989 | Le Coq Sportif  |
| 1990-1998 | Adidas          |
| 1999-2001 | Reebok          |
| 2001-act. | Adidas          |

## Instalaciones

### Complejo Deportivo de Ezeiza "Lionel Andrés Messi"
La selección argentina cuenta con un predio de 48 hectáreas ubicado en el partido de Ezeiza, en la provincia de Buenos Aires, a la vera de la Autopista Ricchieri. El predio cuenta con tres complejos de alto nivel: uno de ellos lo utiliza la selección mayor, otro las selecciones juveniles y el tercero de apoyo logístico. El predio pone a disposición de los jugadores y entrenadores nueve estadios, de los cuales siete tienen las medidas reglamentarias y los otros dos con medidas reducidas. Sus instalaciones cuentan además con todo lo necesario para el alojamiento de los planteles, con habitaciones, cocinas, comedores, vestuarios, gimnasios, consultorios médicos, salas de conferencia, salas de vídeo y microcine.
El predio fue nombrado el 28 de octubre de 2014 como Julio Humberto Grondona, en honor al fallecido presidente de la AFA, cargo que ejerció durante 35 años. Posteriormente el 25 de marzo de 2023 pasó a llamarse Lionel Andrés Messi, en honor a su trayectoria como futbolista vistiendo la camiseta nacional por más de 20 años y la obtención del título mundial en 2022.
La historia de su construcción se remonta a 1979, cuando Grondona, recién asumido presidente, decidió adquirir un predio dedicado al entrenamiento de la albiceleste, que se concentraba en otras instalaciones, como la Fundación Salvatori y el sindicato de Empleados de Comercio. Para ello, la selección se enfrentó con un combinado amistoso llamado Resto del Mundo, el 25 de junio de 1979, como primer aniversario de la obtención del mundial '78, en el estadio Monumental. La selección perdió 2 a 1. Lo recaudado, 998 123 994 pesos Ley 18.188, tenía como destino la construcción del predio.
No fue hasta 1987 que, impulsado por el entrenador del equipo Carlos Salvador Bilardo, comenzó su construcción definitiva, que otorgó el Estado Nacional a la AFA en concesión por 30 años. El propio entrenador buscó el terreno y ayudó con los cimentos. En 2010 se renovó la concesión por 30 años, hasta 2048. El predio fue inaugurado en diciembre de 1989, con la idea de trasladar las instalaciones del edificio de Viamonte y construir un estadio propio con capacidad para 40 000 personas. Es utilizado por los distintos planteles desde el mundial de Italia '90.

## Historial de encuentros oficiales reconocidos por FIFA
Contiene datos de: Copa Mundial, Campeonato Sudamericano, Juegos Panamericanos 2003 y Juegos Suramericanos.
En cursiva los países actualmente desaparecidos. Según FIFA:
- Alemania incluye a la Selección de Alemania Federal, pero no a su par de Alemania Democrática, que actualmente forma parte de la Alemania unificada.
- República Checa es sucesora de Checoslovaquia.
- Rusia es sucesora de Unión Soviética.
- Serbia es sucesora de Yugoslavia y Serbia y Montenegro.
- Si bien Australia es un país oceánico, pertenece a la AFC desde 2006, tras haber abandonado la OFC.

Actualizado hasta el 16 de febrero de 2025:  Argentina 2-3 Paraguay  (Campeonato Sudamericano de Fútbol Sub-20 de 2025).

## Entrenadores
| Período   | Entrenador              |
| --------- | ----------------------- |
| 1979-1980 | César Luis Menotti      |
| 1980-1983 | Roberto Marcos Saporiti |
| 1983-1990 | Carlos Pachamé          |
| 1990-1994 | Reinaldo Merlo          |
| 1994-2002 | José Pekerman           |
| 2002-2005 | Hugo Tocalli            |
| 2005-2006 | Francisco Ferraro       |
| 2006-2007 | Hugo Tocalli            |
| 2007-2010 | Sergio Batista          |
| 2010-2011 | Wálter Perazzo          |
| 2011-2013 | Marcelo Trobbiani       |
| 2014-2016 | Humberto Grondona       |
| 2016-2017 | Claudio Úbeda           |
| 2017-2018 | Sebastián Beccacece     |
| 2018-2018 | Lionel Scaloni          |
| 2018-2021 | Fernando Batista        |
| 2021-2024 | Javier Mascherano       |
| 2024-Act. | Diego Placente          |

## Jugadores

### Plantel actual
Actualizado el 30 de mayo de 2025
La categoría Sub-20 debe prepararse para disputar la Copa Mundial de Fútbol Sub-20 de 2025 en Chile. Para dichas competencias el reglamento establece que los jugadores deben haber nacido a partir del 1 de enero de 2005, siendo Sub-20 para el año 2025. A continuación la lista de convocados para disputar amistosos en junio frente a Australia.
| N.º |                                                | Nombre               | Posición       | Edad    | PJ | G | Equipo                 | Equipo formador    |
| --- | ---------------------------------------------- | -------------------- | -------------- | ------- | -- | - | ---------------------- | ------------------ |
|     | Bandera de la Provincia de Córdoba             | Santino Barbi        | Guardameta     | 19 años | 10 | 0 | Talleres               | Talleres           |
|     | Bandera de Chile                               | Jeremías Martinet    | Guardameta     | 19 años | 10 | 0 | River Plate            | Deportivo Atalaya  |
|     | Bandera de la Provincia de Santa Fe            | Agustín Chávez       | Guardameta     | 19 años | 0  | 0 | Unión                  | Unión              |
|     | Bandera de la Provincia del Chaco              | Facundo Quintana     | Guardameta     | 19 años | 0  | 0 | Defensa y Justicia     | Defensa y Justicia |
|     | Bandera de la Provincia de Santa Fe            | Lautaro Vargas       | Defensa        | 19 años | 2  | 0 | Unión                  | Defensa y Justicia |
|     | Bandera de la Provincia de Buenos Aires        | Dylan Gorosito       | Defensa        | 19 años | 9  | 0 | Boca Juniors           | Boca Juniors       |
|     | Bandera de la Provincia de Buenos Aires        | Tobías Ramírez       | Defensa        | 18 años | 15 | 2 | Argentinos Juniors     | Argentinos Juniors |
|     | Bandera de la Provincia de Buenos Aires        | Valente Pierani      | Defensa        | 19 años | 4  | 0 | Estudiantes            | Estudiantes        |
|     | Bandera de la Provincia de La Pampa            | Aarón Anselmino      | Defensa        | 20 años | 0  | 0 | Chelsea                | Boca Juniors       |
|     | Bandera de la Provincia de Córdoba             | Santiago Fernández   | Defensa        | 20 años | 0  | 0 | Talleres (Córdoba)     | Talleres (Córdoba) |
|     | Bandera de Paraguay                            | Julio Soler          | Defensa        | 20 años | 12 | 0 | AFC Bournemouth        | Lanús              |
|     | Bandera de la Ciudad de Buenos Aires           | Teo Rodríguez Pagano | Defensa        | 19 años | 11 | 2 | San Lorenzo            | San Lorenzo        |
|     | Bandera de la Provincia de Buenos Aires        | Joel Godoy           | Defensa        | 20 años | 0  | 0 | Sarmiento (Junín)      | Sarmiento (Junín)  |
|     | Bandera de la Provincia de Buenos Aires        | Alejo Rivas          | Centrocampista | 20 años | 0  | 0 | San Lorenzo            | San Lorenzo        |
|     | Bandera de la Provincia de San Luis            | Matías Gómez         | Centrocampista | 19 años | 0  | 0 | Talleres (Córdoba)     | Talleres (Córdoba) |
|     | Bandera de la Ciudad de Buenos Aires           | Lautaro López        | Centrocampista | 20 años | 9  | 0 | Montevideo City Torque | Vélez Sarsfield    |
|     | Bandera de la Provincia de Santa Fe            | Valentino Acuña      | Centrocampista | 19 años | 15 | 0 | Newell's               | Newell's           |
|     | Bandera de la Provincia de Tucumán             | Álvaro Montoro       | Centrocampista | 18 años | 1  | 0 | Botafogo               | Vélez Sarsfield    |
|     | Bandera de la Provincia de Buenos Aires        | Raúl Cabral          | Centrocampista | 20 años | 0  | 0 | Vélez Sarsfield        | Vélez Sarsfield    |
|     | Bandera de la Provincia de Mendoza             | Dylan Aquino         | Delantero      | 20 años | 1  | 1 | Lanús                  | Lanús              |
|     | Bandera de la Provincia del Chubut             | Ian Subiabre         | Delantero      | 18 años | 9  | 4 | River Plate            | River Plate        |
|     | Bandera de la Provincia de Buenos Aires        | Gianluca Prestianni  | Delantero      | 19 años | 0  | 0 | Benfica                | Vélez Sarsfield    |
|     | Bandera de la Provincia de Buenos Aires        | Joaquín Ruiz         | Delantero      | 18 años | 0  | 0 | Boca Juniors           | Boca Juniors       |
|     | Bandera de la Provincia de Santiago del Estero | Maher Carrizo        | Delantero      | 19 años | 17 | 8 | Vélez Sarsfield        | Vélez Sarsfield    |
|     | Bandera de la Provincia de Córdoba             | Santi López          | Delantero      | 19 años | 1  | 0 | Rosario Central        | Independiente      |
|     | Bandera de la Provincia de Buenos Aires        | Leonel Flores        | Delantero      | 18 años | 0  | 0 | Boca Juniors           | Boca Juniors       |
|     | Bandera de la Provincia de Buenos Aires        | Alejo Sarco          | Delantero      | 19 años | 0  | 0 | Bayer Leverkusen       | Vélez Sarsfield    |

| Cuerpo técnico     | Cuerpo técnico | Cuerpo técnico          | Cuerpo técnico                |
| ------------------ | -------------- | ----------------------- | ----------------------------- |
| Entrenador:        | Diego Placente | Asistentes:             | Ariel Garcé - Facundo Quiroga |
| Preparador físico: | Enrique Cesana | Entrenador de arqueros: | Fernando Escobar              |

### Máximos goleadores

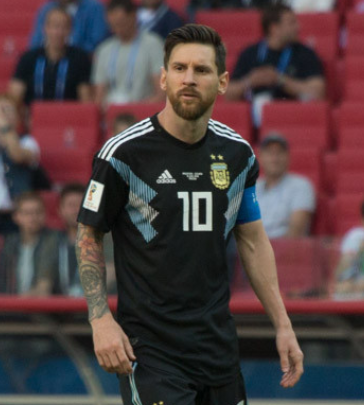
Lionel Messi, máximo goleador del seleccionado Sub-20.

| #  | Jugador             | Período   | Goles | Partidos | Promedio | Títulos       |
| -- | ------------------- | --------- | ----- | -------- | -------- | ------------- |
| 1  | Lionel Messi        | 2004      | 14    | 18       | 0.79     | CMF           |
| 1  | Diego Maradona      | 1977-1979 | 14    | 25       | 0.56     | CMF           |
| 3  | Ramón Ángel Díaz    | 1979      | 12    | ?        | ?        | CMF           |
| 3  | Fernando Cavenaghi  | 2003      | 12    | 14       | 0.86     | CSF           |
| 5  | Javier Saviola      | 2001      | 11    | 7        | 1.57     | CMF           |
| 6  | Luciano Galletti    | 1999      | 10    | 12       | 0.83     | CSF           |
| 6  | Giovanni Simeone    | 2015      | 10    | 12       | 0.83     | CSF           |
| 8  | Adolfo Gaich        | 2019      | 8     | 13       | 0.62     |               |
| 8  | Bernardo Romeo      | 1997      | 8     | 16       | 0.5      | CSF, CMF      |
| 10 | Juan Esnaider       | 1991      | 7     | 7        | 1        | CSF, CMF      |
| 10 | Marcelo Torres      | 2017      | 7     | 10       | 0.7      |               |
| 10 | Lautaro Martínez    | 2017      | 7     | 11       | 0.64     |               |
| 10 | Juan Román Riquelme | 1997      | 7     | 16       | 0.44     | CSF, CMF      |
| 10 | Pablo Aimar         | 1997-1999 | 7     | 21       | 0.33     | CSF, CSF, CMF |

### Goleadores en Copas Mundiales
| # | Jugador             | Goles | Partidos | Mundiales disputados |
| - | ------------------- | ----- | -------- | -------------------- |
| 1 | Javier Saviola      | 11    | 7        | 2001                 |
| 2 | Ramón Ángel Díaz    | 8     | 6        | 1979                 |
| 3 | Diego Maradona      | 6     | 6        | 1979                 |
| 3 | Lionel Messi        | 6     | 7        | 2005                 |
| 3 | Sergio Agüero       | 6     | 11       | 2005, 2007           |
| 6 | Jorge Gabrich       | 4     | 6        | 1983                 |
| 6 | Juan Román Riquelme | 4     | 7        | 1997                 |
| 6 | Bernardo Romeo      | 4     | 7        | 1997                 |
| 6 | Maxi Rodríguez      | 4     | 7        | 2001                 |
| 6 | Fernando Cavenaghi  | 4     | 7        | 2003                 |
| 6 | Maxi Moralez        | 4     | 7        | 2007                 |

### Goleadores en Campeonatos Sudamericanos
| #                  | Jugador            | Goles | Partidos   | Sudamericanos disputados |
| ------------------ | ------------------ | ----- | ---------- | ------------------------ |
| 1                  | Luciano Galletti   | 9     | 9          | 1999                     |
| 1                  | Giovanni Simeone   | 9     | 9          | 2015                     |
| 3                  | Fernando Cavenaghi | 8     | 7          | 2003                     |
| 4                  | Juan Esnaider      | 7     | 5          | 1991                     |
| 5                  | Claudio Echeverri  | 6     | 9          | 2025                     |
| 6                  | Norberto Raffo     | 5     | ?          | 1958                     |
| 6                  | Marcelo Torres     | 5     | 7          | 2017                     |
| 6                  | Lionel Messi       | 5     | 9          | 2005                     |
| 6                  | Lautaro Martínez   | 5     | 9          | 2017                     |
| 10                 |                    |       |            |                          |
| Leonardo Biagini   | 4                  | 5     | 1995       |                          |
| Ramón Ángel Díaz   | 4                  | ?     | 1979       |                          |
| Eduardo Salvio     | 4                  | 9     | 2009       |                          |
| Facundo Ferreyra   | 4                  | 7     | 2011       |                          |
| Ángel Correa       | 4                  | 9     | 2015       |                          |
| Juan Manuel Iturbe | 4                  | 12    | 2011, 2013 |                          |

## Estadísticas

### Copa Mundial de Fútbol Sub-20
| Edición | Resultado        | Pos.          | PJ            | PG            | PE            | PP            | GF            | GC            | Dif.          | Goleador                             |
| ------- | ---------------- | ------------- | ------------- | ------------- | ------------- | ------------- | ------------- | ------------- | ------------- | ------------------------------------ |
| 1977    | No clasificó     | No clasificó  | No clasificó  | No clasificó  | No clasificó  | No clasificó  | No clasificó  | No clasificó  | No clasificó  | No clasificó                         |
| 1979    | Campeón          | 1º            | 6             | 6             | 0             | 0             | 20            | 2             | +18           | Ramón Díaz: 8                        |
| 1981    | Fase de grupos   | 9º            | 3             | 1             | 1             | 1             | 3             | 3             | 0             | Morresi, Urruti y Cecchi: 1          |
| 1983    | Subcampeón       | 2º            | 6             | 5             | 0             | 1             | 13            | 2             | +11           | Jorge Luis Gabrich: 4                |
| 1985    | No clasificó     | No clasificó  | No clasificó  | No clasificó  | No clasificó  | No clasificó  | No clasificó  | No clasificó  | No clasificó  | No clasificó                         |
| 1987    | No clasificó     | No clasificó  | No clasificó  | No clasificó  | No clasificó  | No clasificó  | No clasificó  | No clasificó  | No clasificó  | No clasificó                         |
| 1989    | Cuartos de final | 7º            | 4             | 1             | 0             | 3             | 3             | 4             | -1            | Simeone, Biazotti y Ubaldi: 1        |
| 1991    | Fase de grupos   | 14º           | 3             | 0             | 1             | 2             | 2             | 6             | -4            | Delgado y Molina: 1                  |
| 1993    | Descalificado    | Descalificado | Descalificado | Descalificado | Descalificado | Descalificado | Descalificado | Descalificado | Descalificado | Descalificado                        |
| 1995    | Campeón          | 1º            | 6             | 5             | 0             | 1             | 12            | 3             | +9            | Sebastián Pena: 3                    |
| 1997    | Campeón          | 1º            | 7             | 6             | 0             | 1             | 15            | 7             | +8            | Riquelme y Romeo: 4                  |
| 1999    | Octavos de final | 16º           | 4             | 1             | 1             | 2             | 2             | 5             | -3            | Cambiasso y Galleti: 1               |
| 2001    | Campeón          | 1º            | 7             | 7             | 0             | 0             | 27            | 4             | +23           | Javier Saviola: 11                   |
| 2003    | Cuarto puesto    | 4º            | 7             | 5             | 0             | 2             | 12            | 8             | +4            | Fernando Cavenaghi: 4                |
| 2005    | Campeón          | 1º            | 7             | 6             | 0             | 1             | 12            | 5             | +7            | Lionel Messi: 6                      |
| 2007    | Campeón          | 1º            | 7             | 6             | 1             | 0             | 16            | 2             | +14           | Sergio Agüero: 6                     |
| 2009    | No clasificó     | No clasificó  | No clasificó  | No clasificó  | No clasificó  | No clasificó  | No clasificó  | No clasificó  | No clasificó  | No clasificó                         |
| 2011    | Cuartos de final | 8º            | 5             | 3             | 2             | 0             | 6             | 1             | +5            | Erik Lamela: 3                       |
| 2013    | No clasificó     | No clasificó  | No clasificó  | No clasificó  | No clasificó  | No clasificó  | No clasificó  | No clasificó  | No clasificó  | No clasificó                         |
| 2015    | Fase de grupos   | 20º           | 3             | 0             | 2             | 1             | 4             | 5             | -1            | Ángel Correa: 2                      |
| 2017    | Fase de grupos   | 17º           | 3             | 1             | 0             | 2             | 6             | 5             | +1            | Lautaro Martínez y Marcelo Torres: 2 |
| 2019    | Octavos de final | 12º           | 4             | 2             | 1             | 1             | 10            | 6             | +4            | Adolfo Gaich: 3                      |
| 2023    | Octavos de final | 9°            | 4             | 3             | 0             | 1             | 10            | 3             | +7            | Alejo Véliz: 3                       |
| 2025    | Clasificado      | -             |               |               |               |               |               |               |               |                                      |
| Total   | 18/24            | 2.º           | 86            | 58            | 9             | 19            | 173           | 71            | +102          | Javier Saviola: 11                   |

### Campeonato Sudamericano Sub-20
| Edición | Resultado                                                         | Pos.                                                              | PJ                                                                | PG                                                                | PE                                                                | PP                                                                | GF                                                                | GC                                                                | Dif.                                                              | Goleador                                                          |
| ------- | ----------------------------------------------------------------- | ----------------------------------------------------------------- | ----------------------------------------------------------------- | ----------------------------------------------------------------- | ----------------------------------------------------------------- | ----------------------------------------------------------------- | ----------------------------------------------------------------- | ----------------------------------------------------------------- | ----------------------------------------------------------------- | ----------------------------------------------------------------- |
| 1954    | No participó                                                      | No participó                                                      | No participó                                                      | No participó                                                      | No participó                                                      | No participó                                                      | No participó                                                      | No participó                                                      | No participó                                                      | No participó                                                      |
| 1958    | Subcampeón                                                        | 2º                                                                | 5                                                                 | 2                                                                 | 2                                                                 | 1                                                                 | 16                                                                | 10                                                                | +6                                                                | Ermindo Onega: 4                                                  |
| 1964    | Fase final                                                        | 6º                                                                | 6                                                                 | 1                                                                 | 2                                                                 | 3                                                                 | 4                                                                 | 5                                                                 | -1                                                                | Óscar Más: 3                                                      |
| 1967    | Campeón                                                           | 1º                                                                | 6                                                                 | 2                                                                 | 3                                                                 | 1                                                                 | 9                                                                 | 7                                                                 | +2                                                                | García Cambón: 3                                                  |
| 1971    | Tercer puesto                                                     | 3º                                                                | 5                                                                 | 3                                                                 | 0                                                                 | 2                                                                 | 7                                                                 | 3                                                                 | +4                                                                | Miguel Oswaldo González: 3                                        |
| 1974    | Cuarto puesto                                                     | 4º                                                                | 5                                                                 | 1                                                                 | 2                                                                 | 2                                                                 | 3                                                                 | 5                                                                 | -2                                                                | Cofone: 2                                                         |
| 1975    | Tercer puesto                                                     | 3º                                                                | 5                                                                 | 2                                                                 | 2                                                                 | 1                                                                 | 7                                                                 | 6                                                                 | +1                                                                | Britez y Fortunato                                                |
| 1977    | Primera fase                                                      | 6º                                                                | 4                                                                 | 0                                                                 | 2                                                                 | 2                                                                 | 3                                                                 | 5                                                                 | -2                                                                | Ricardo Fusani: 2                                                 |
| 1979    | Subcampeón                                                        | 2º                                                                | 6                                                                 | 3                                                                 | 2                                                                 | 1                                                                 | 10                                                                | 1                                                                 | +9                                                                | Ramón Díaz                                                        |
| 1981    | Tercer puesto                                                     | 3º                                                                | 6                                                                 | 3                                                                 | 1                                                                 | 2                                                                 | 11                                                                | 12                                                                | -1                                                                | Oscar Ruggeri: 4                                                  |
| 1983    | Tercer puesto                                                     | 3º                                                                | 7                                                                 | 5                                                                 | 1                                                                 | 1                                                                 | 17                                                                | 10                                                                | +7                                                                | Mauro Zarate: 5                                                   |
| 1985    | Primera fase                                                      | 5º                                                                | 4                                                                 | 1                                                                 | 2                                                                 | 1                                                                 | 5                                                                 | 3                                                                 | +2                                                                | -                                                                 |
| 1987    | Tercer puesto                                                     | 3º                                                                | 6                                                                 | 3                                                                 | 1                                                                 | 2                                                                 | 9                                                                 | 9                                                                 | 0                                                                 | -                                                                 |
| 1988    | Tercer puesto                                                     | 3º                                                                | 8                                                                 | 6                                                                 | 0                                                                 | 2                                                                 | 13                                                                | 5                                                                 | +8                                                                | -                                                                 |
| 1991    | Subcampeón                                                        | 2º                                                                | 7                                                                 | 3                                                                 | 3                                                                 | 1                                                                 | 12                                                                | 10                                                                | +2                                                                | -                                                                 |
| 1992    | Descalificado por incidentes del mundial anterior (Portugal 1991) | Descalificado por incidentes del mundial anterior (Portugal 1991) | Descalificado por incidentes del mundial anterior (Portugal 1991) | Descalificado por incidentes del mundial anterior (Portugal 1991) | Descalificado por incidentes del mundial anterior (Portugal 1991) | Descalificado por incidentes del mundial anterior (Portugal 1991) | Descalificado por incidentes del mundial anterior (Portugal 1991) | Descalificado por incidentes del mundial anterior (Portugal 1991) | Descalificado por incidentes del mundial anterior (Portugal 1991) | Descalificado por incidentes del mundial anterior (Portugal 1991) |
| 1995    | Subcampeón                                                        | 2º                                                                | 7                                                                 | 5                                                                 | 1                                                                 | 1                                                                 | 10                                                                | 3                                                                 | +7                                                                | -                                                                 |
| 1997    | Campeón                                                           | 1º                                                                | 9                                                                 | 5                                                                 | 3                                                                 | 1                                                                 | 18                                                                | 7                                                                 | +11                                                               | Aimar y Romeo: 4                                                  |
| 1999    | Campeón                                                           | 1º                                                                | 9                                                                 | 8                                                                 | 0                                                                 | 1                                                                 | 21                                                                | 3                                                                 | +18                                                               | Luciano Galletti: 9                                               |
| 2001    | Subcampeón                                                        | 2º                                                                | 9                                                                 | 5                                                                 | 3                                                                 | 1                                                                 | 13                                                                | 6                                                                 | +5                                                                | -                                                                 |
| 2003    | Campeón                                                           | 1º                                                                | 9                                                                 | 6                                                                 | 2                                                                 | 1                                                                 | 15                                                                | 5                                                                 | +10                                                               | Fernando Cavenaghi: 8                                             |
| 2005    | Tercer puesto                                                     | 3º                                                                | 9                                                                 | 5                                                                 | 4                                                                 | 0                                                                 | 19                                                                | 4                                                                 | +15                                                               | Lionel Messi: 5                                                   |
| 2007    | Subcampeón                                                        | 2º                                                                | 9                                                                 | 3                                                                 | 5                                                                 | 1                                                                 | 15                                                                | 8                                                                 | +7                                                                | Mouche y Sosa: 3                                                  |
| 2009    | Fase final                                                        | 6º                                                                | 9                                                                 | 1                                                                 | 5                                                                 | 3                                                                 | 10                                                                | 13                                                                | -3                                                                | Toto Salvio: 4                                                    |
| 2011    | Tercer puesto                                                     | 3º                                                                | 9                                                                 | 6                                                                 | 1                                                                 | 2                                                                 | 15                                                                | 9                                                                 | +6                                                                | Facundo Ferreyra: 4                                               |
| 2013    | Primera fase                                                      | 7º                                                                | 4                                                                 | 1                                                                 | 1                                                                 | 2                                                                 | 6                                                                 | 7                                                                 | -1                                                                | Luciano Vietto: 2                                                 |
| 2015    | Campeón                                                           | 1º                                                                | 9                                                                 | 7                                                                 | 1                                                                 | 1                                                                 | 24                                                                | 7                                                                 | +17                                                               | Giovanni Simeone: 9                                               |
| 2017    | Cuarto puesto                                                     | 4º                                                                | 9                                                                 | 3                                                                 | 4                                                                 | 2                                                                 | 15                                                                | 14                                                                | +1                                                                | Torres y Martinez: 5                                              |
| 2019    | Subcampeón                                                        | 2º                                                                | 9                                                                 | 5                                                                 | 1                                                                 | 3                                                                 | 10                                                                | 6                                                                 | +4                                                                | Adolfo Gaich: 3                                                   |
| 2023    | Primera fase                                                      | 8°                                                                | 4                                                                 | 1                                                                 | 0                                                                 | 3                                                                 | 3                                                                 | 6                                                                 | -3                                                                | Perrone, González e Infantino: 1                                  |
| 2025    | Subcampeón                                                        | 2º                                                                | 9                                                                 | 5                                                                 | 3                                                                 | 1                                                                 | 18                                                                | 9                                                                 | +9                                                                | Claudio Echeverri: 6                                              |
| Total   | 29/31                                                             | 3º                                                                | 194                                                               | 101                                                               | 57                                                                | 45                                                                | 338                                                               | 198                                                               | +140                                                              | Galletti y Simeone: 9                                             |

### Juegos Panamericanos
| Edición | Resultado      | Pos. | PJ | PG | PE | PP | GF | GC | Dif. | Goleador          |
| ------- | -------------- | ---- | -- | -- | -- | -- | -- | -- | ---- | ----------------- |
| 2003    | Medalla de oro | 1°   | 5  | 5  | 0  | 0  | 10 | 5  | +5   | Franco Cángele: 4 |
| Total   | 1/1            | 1º   | 5  | 5  | 0  | 0  | 10 | 5  | +5   | Franco Cángele: 4 |

### Juegos Sudamericanos
| Edición | Resultado      | Pos. | PJ | PG | PE | PP | GF | GC | Dif. | Goleador                     |
| ------- | -------------- | ---- | -- | -- | -- | -- | -- | -- | ---- | ---------------------------- |
| 2018    | Cuarto puesto  | 4°   | 5  | 1  | 2  | 2  | 7  | 8  | -1   | Ezequiel Cañete: 2           |
| 2022    | Fase de grupos | 6°   | 3  | 1  | 0  | 2  | 3  | 3  | 0    | Luna, Rodríguez y Besozzi: 1 |
| Total   | 2/2            | 4º   | 8  | 2  | 2  | 4  | 10 | 11 | -1   | Ezequiel Cañete: 2           |

## Palmarés

### Competiciones oficiales
| Competición                              |                                        |                                                    |                                                    |
| Competición                              | Títulos                                | Subcampeonatos                                     | Tercer lugar                                       |
| ---------------------------------------- | -------------------------------------- | -------------------------------------------------- | -------------------------------------------------- |
| Copa Mundial de Fútbol Sub-20            | 6 (1979, 1995, 1997, 2001, 2005, 2007) | 1 (1983)                                           | –                                                  |
| Campeonato Sudamericano de Fútbol Sub-20 | 5 (1967, 1997, 1999, 2003, 2015)       | 8 (1958, 1979, 1991, 1995, 2001, 2007, 2019, 2025) | 8 (1971, 1975, 1981, 1983, 1987, 1988, 2005, 2011) |
| Juegos Panamericanos                     | 1 (2003)                               | –                                                  | –                                                  |

Cronología de los títulos
| Sede                 | Torneo                         | Año  | N.º  |
| -------------------- | ------------------------------ | ---- | ---- |
| Paraguay             | Campeonato Sudamericano Sub-20 | 1967 | 1.º  |
| Japón                | Copa Mundial Sub-20            | 1979 | 2.º  |
| Catar                | Copa Mundial Sub-20            | 1995 | 3.º  |
| Chile                | Campeonato Sudamericano Sub-20 | 1997 | 4.º  |
| Malasia              | Copa Mundial Sub-20            | 1997 | 5.º  |
| Argentina            | Campeonato Sudamericano Sub-20 | 1999 | 6.º  |
| Argentina            | Copa Mundial Sub-20            | 2001 | 7.º  |
| Uruguay              | Campeonato Sudamericano Sub-20 | 2003 | 8.º  |
| República Dominicana | Juegos Panamericanos           | 2003 | 9.º  |
| Países Bajos         | Copa Mundial Sub-20            | 2005 | 10.º |
| Canadá               | Copa Mundial Sub-20            | 2007 | 11.º |
| Uruguay              | Campeonato Sudamericano Sub-20 | 2015 | 12.º |

### Competiciones no oficiales
| Competición                                     | Títulos           |
| ----------------------------------------------- | ----------------- |
| Torneo Esperanzas de Toulon                     | 1975 y 1998       |
| Triangular Internacional de Viña del Mar Sub-20 | 2007              |
| Copa Aerosur Internacional Sub-20               | 2010              |
| Copa Córdoba Internacional Sub-20               | 2010              |
| Copa Desafío Cuatro Naciones Sub-20             | 2012              |
| Torneo Internacional Sub-20 de la Alcudia       | 2012, 2018 y 2022 |
| Copa Atlántico Sub-20                           | 2014              |

Premios y distinciones
| Distinción                                               | Año  |
| -------------------------------------------------------- | ---- |
| Premio al Juego limpio en Copa Mundial de Fútbol Sub-20  | 1997 |
| Premio al Juego limpio en Copa Mundial de Fútbol Sub-20  | 2001 |
| Premio al Juego limpio en Campeonato Sudamericano Sub-20 | 1999 |
| Premio al Juego limpio en Campeonato Sudamericano Sub-20 | 2005 |

Distinciones individuales
| Copa Mundial de Fútbol Sub-20 | Copa Mundial de Fútbol Sub-20 | Copa Mundial de Fútbol Sub-20 | Copa Mundial de Fútbol Sub-20 | Copa Mundial de Fútbol Sub-20 | Copa Mundial de Fútbol Sub-20 | Copa Mundial de Fútbol Sub-20 |
| Año                           | Balón de Oro                  | Botín de Oro                  | Balón de Plata                | Botín de Plata                | Balón de Bronce               | Botín de Bronce               |
| ----------------------------- | ----------------------------- | ----------------------------- | ----------------------------- | ----------------------------- | ----------------------------- | ----------------------------- |
| 1979                          | Diego Maradona                | Ramón Díaz                    | -                             | Diego Maradona                | Ramón Díaz                    | -                             |
| 1983                          | -                             | -                             | Roberto Zárate                | -                             | Luis Islas                    | Jorge Gabrich                 |
| 1995                          | -                             | -                             | -                             | -                             | Joaquín Irigoytía             | -                             |
| 1997                          | -                             | -                             | -                             | -                             | Pablo Aimar                   | -                             |
| 2001                          | Javier Saviola                | Javier Saviola                | Andrés D'Alessandro           | -                             | -                             | -                             |
| 2005                          | Lionel Messi                  | Lionel Messi                  | -                             | -                             | -                             | -                             |
| 2007                          | Sergio Agüero                 | Sergio Agüero                 | Maxi Morález                  | -                             | -                             | Maxi Morález                  |